# 豐田86
豐田86（日语：トヨタ・86）與速霸陸BRZ是日本汽車車廠豐田與速霸陸共同開發的2+2前置後驅雙門小型跑車，首次於2012年亮相。其設計靈感與名稱均來自豐田的AE86。至今已推出至二代。第一代86於2012年3月開始販售，第二代86則於2021年改款，並隨豐田Gazoo Racing的成立，至今86已成為GR系列的性能車款，並更名為「GR86」。
86前身是2009年東京車展的丰田“FT-86”概念车，是豐田汽車與速霸陸汽車同業合作的產品，車身外型由豐田位於法國南部ED2設計中心主導，變速箱和驅動系統亦由豐田設計，而引擎是採用豐田與速霸陸共同研發設計的水平對列四缸引擎，搭载豐田的D-4S缸內燃油直噴系統。

## 概述

### FT-86时期
FT-86的全名是“Future Toyota 86”縮寫為名，原預定于2011年正式生產，但豐田認為FT-86的設計仍有改善空間，加上外界景氣可能尚不足以支撐FT-86的銷售市場，所以暫緩。2012年4月起在日本以“丰田86”的名义发行至今。

### 引擎
丰田86搭载了2.0升自然吸气水平对置四缸引擎（代号4U-GSU，又名FA20），含有豐田的D-4S燃油多重噴射系統，最大馬力为200匹，搭载6速自动变速箱或手动变速箱，这台引擎的缸径和冲程巧合的达到了86mmX 86mm。
因为水平對臥式引擎擁有先天性的低重心優勢，所以使得丰田86有着優異的操控性，它的前後配重比為53:47。

### 兄弟车型

#### 赛扬（Scion）FR-S

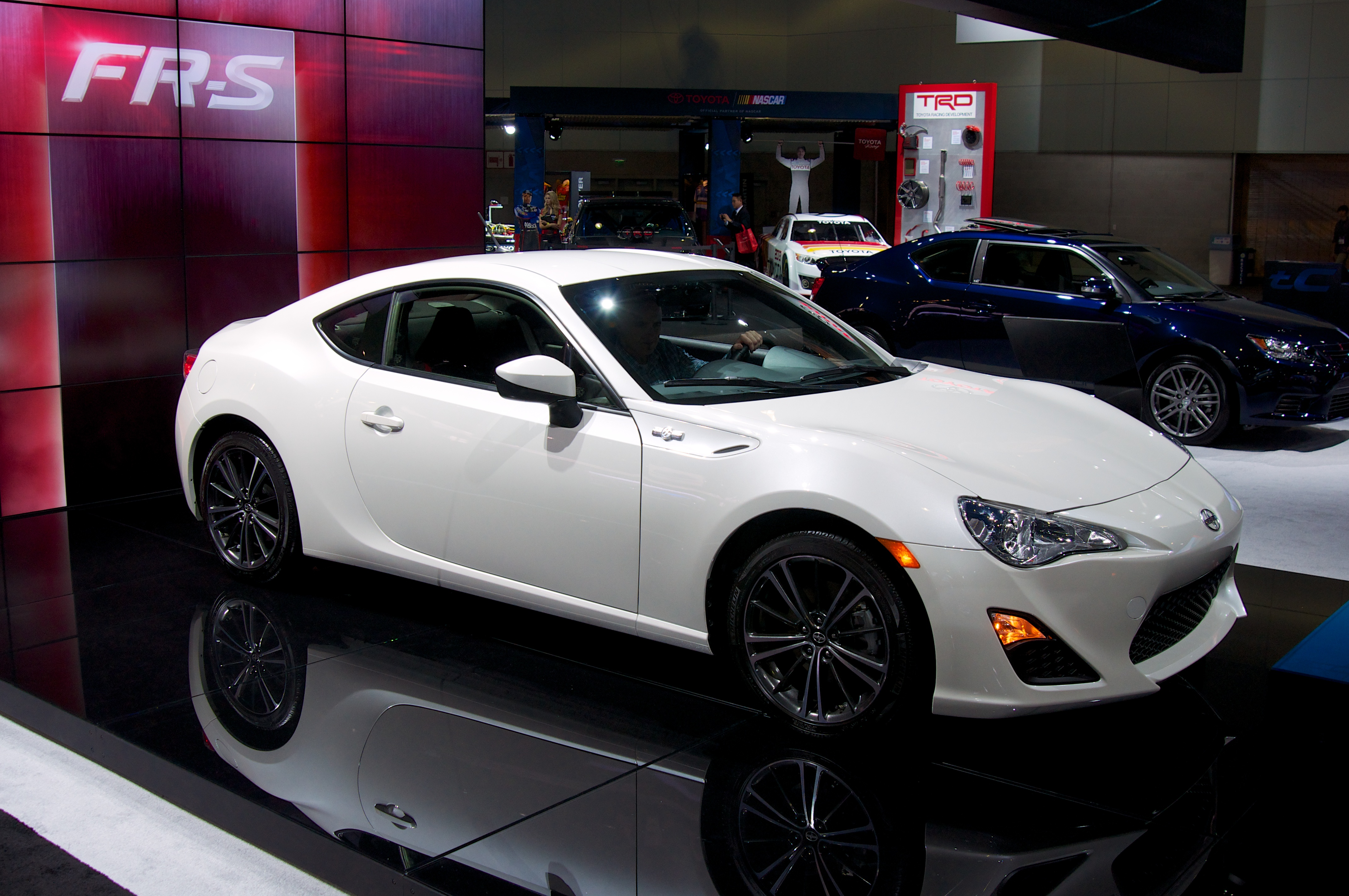
赛扬 FR-S

为丰田86的美規版，除了外觀稍作變更，例如去掉霧燈，其餘規格參數大致相同，FR-S的英文全称为“Front-engine, Rear-wheel drive, Sport”，在2011年-2016年间销售，后随着赛扬品牌的终止而重新以丰田86的名义在美国销售。

#### 速霸陸 BRZ
速霸陸BRZ之規格參數大致與86相同，僅外觀稍作變更，例如去掉補助方向燈。BRZ代表的是Boxer Engine（水平對臥引擎）、Rear Wheel Drive（後輪驅動）和Zenith（頂點）。

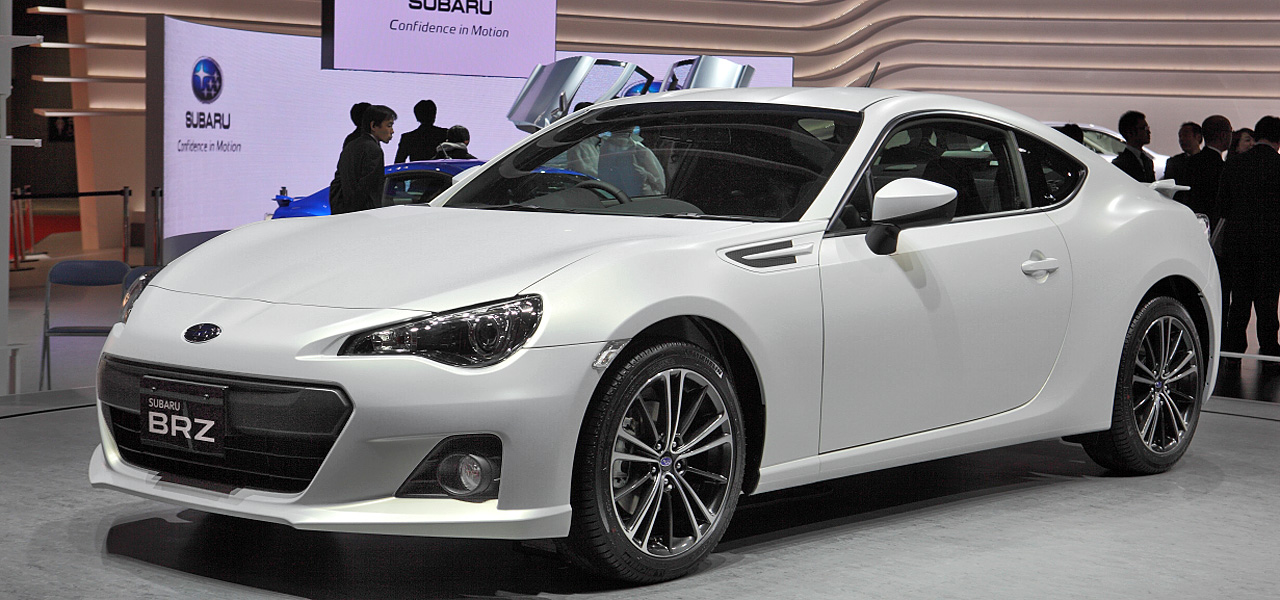
速霸陸 BRZ

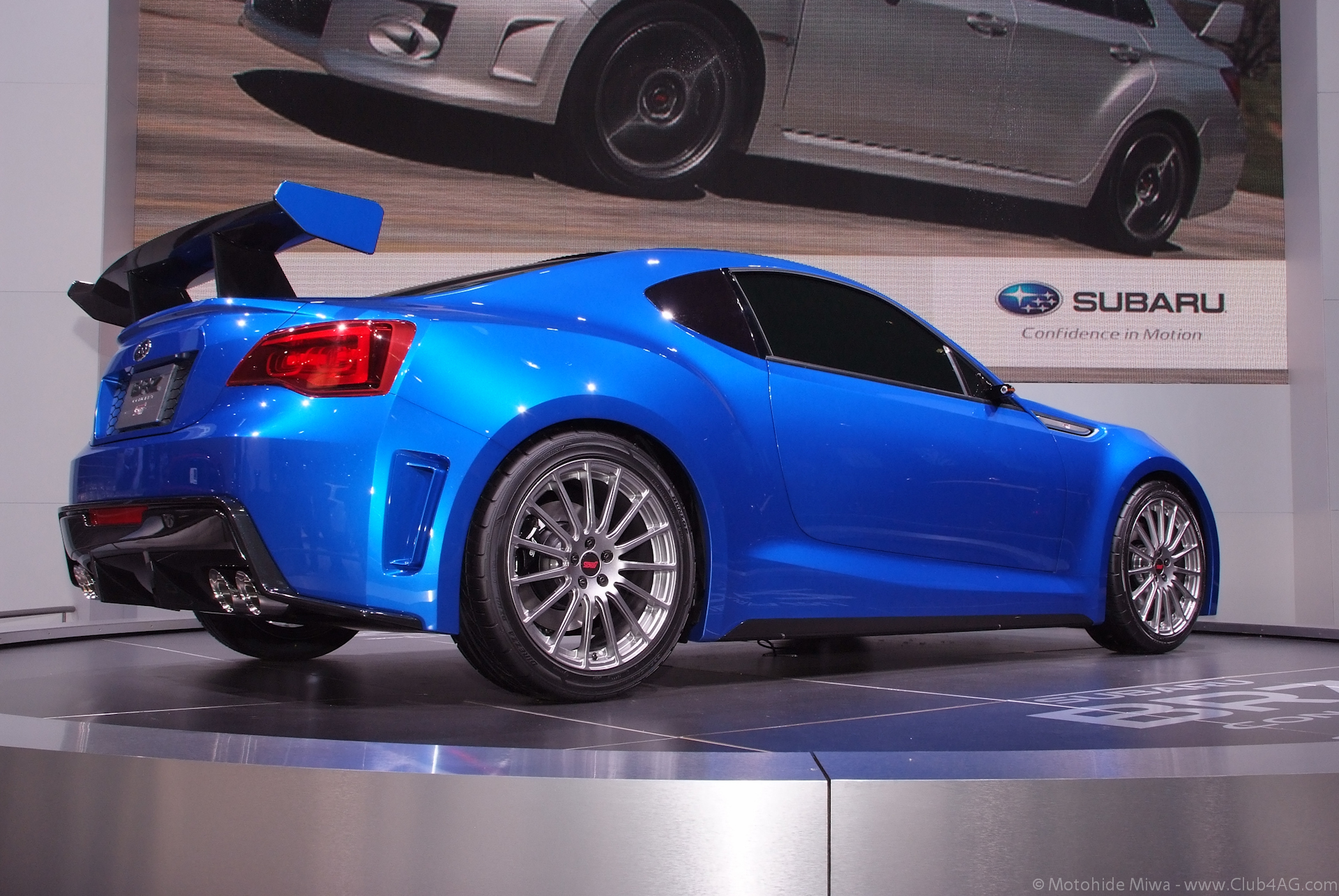
2013年东京车展上的速霸陸BRZ STI概念车。

于2012年3月28日在日本國內上市，分為3種不同等級，分別為RA型、R型、S型。全系搭载6速手动变速箱。
2013年，速霸陸推出了BRZ賽事專用版“RA Racing”，與“86 RC”類似，RA Racing款式在胎圈上僅用簡單的鐵圈，在車頭下方追加了兩個空氣導流槽，强化空气动力，拆除了後座並搭载了六點式防滾籠，駕駛座部份追加一套由TAKATA提供的安全帶，搭載了托森氏限滑差速器以強化車輛操控表現。

## 歷史

### 丰田AE86（卡罗拉 GT-S/卡罗拉 Levin/Sprinter Trueno）时期
于1983年推出，基于第五代卡罗拉（代号E80）而来，是當時卡罗拉系列中僅存的后驱车型，在日本市场分为“卡罗拉 Levin”和“Sprinter Trueno”，统一采用AE86为开发代号。

因為AE86定位於經濟效益，很少採用大量昂貴零件，改裝起來非常容易，加上其后轮驱动以及不到1公噸的車身讓它擁有相當的過彎能力和操控性，在漂移比赛中仍可見到AE86的身影，特别是前豐田車手土屋圭市，就曾多次駕駛AE86參賽，這讓AE86與甩尾這項駕駛技術畫上等號，也讓其名號更廣為人知。

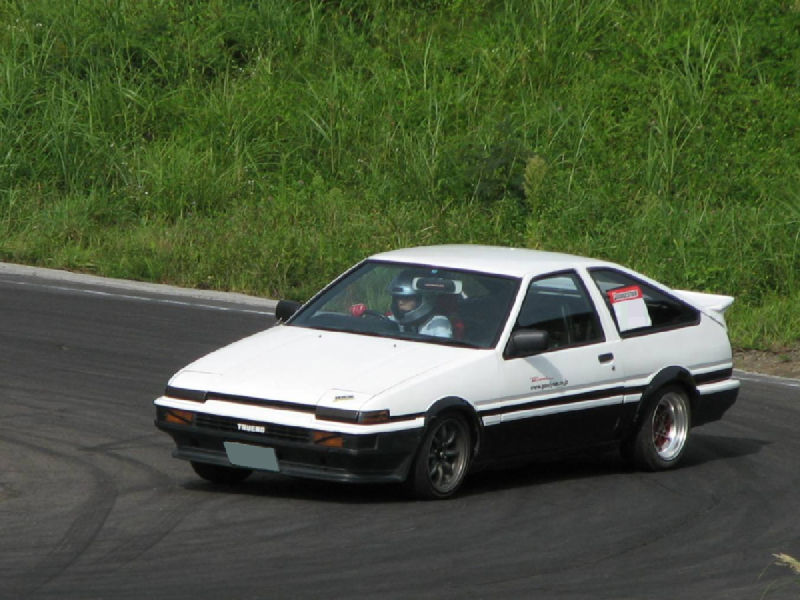
Sprinter Trueno款式。
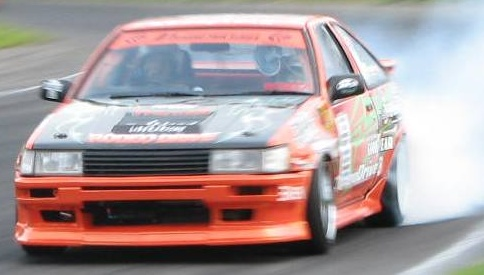
正在漂移的AE86。
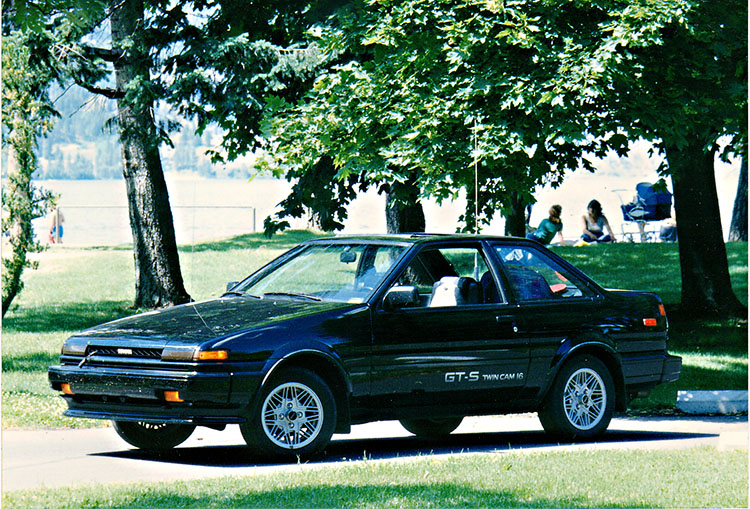
双门款式的AE86。
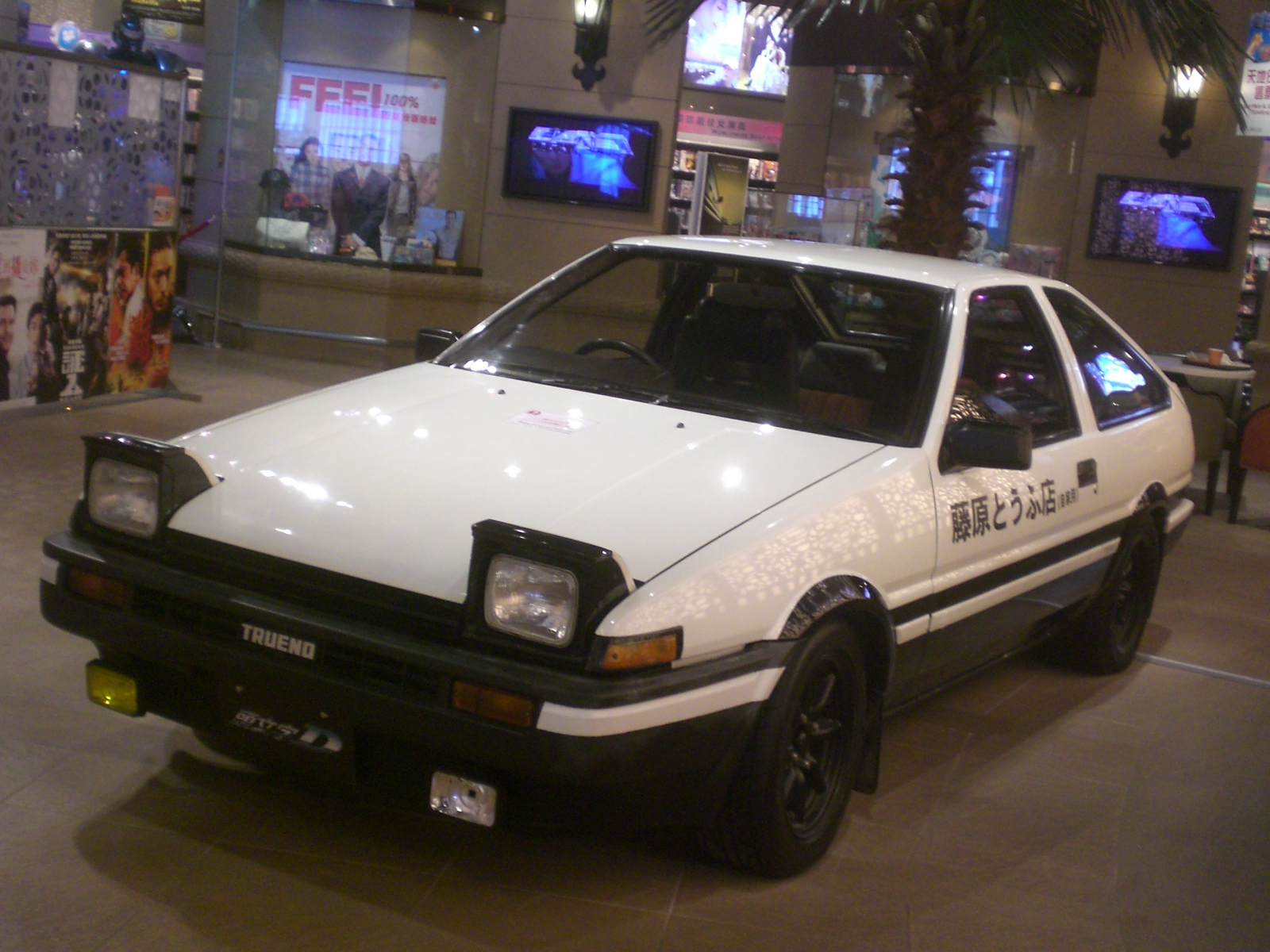
在香港机场展示的AE86。

而讓AE86從日本紅到全球的便是著名的賽車動漫系列《頭文字D》。原作者重野秀一更是邀請了土屋圭市出任技術顧問與監修，《头文字D》围绕着主角藤原拓海駕駛著Sprinter Trueno款式的AE86以天才般優秀的駕駛技術，在秋名山（實為日本榛名山）及許多山路擊敗一眾車手。
AE86促成了豐田汽車讓新型汽車用86為名作為生意手法而重生。加上前置后驱的特性讓許多熱誠的粉絲把新型86捧上天。

### “FT-86”概念車时期
随着丰田在2000年代后期推出了雷克萨斯 LFA和IS-F两款高性能车型，丰田開始研發一款具備經濟效益又有十足操控性和改裝潛力的新车型。
2009年的东京车展上，丰田展出了“FT-86”概念车，搭载斯巴鲁提供的2.0升自然吸气水平对列四缸引擎，输出148匹马力和195牛米扭矩，採用前置後驅的驅動方式並配置六速手排變速箱，煞車系統為四輪碟煞，長寬高分別為4,160 mm×1,760 mm×1,260 mm，軸距為2,570 mm，車重估計為1200公斤。

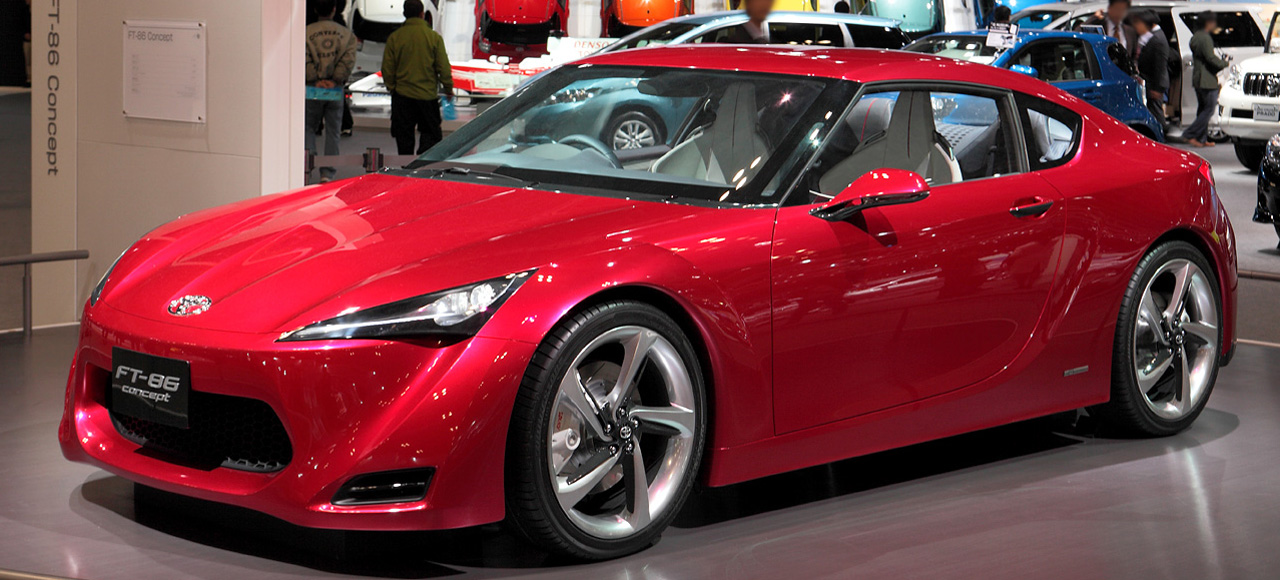
FT-86 Concept前方
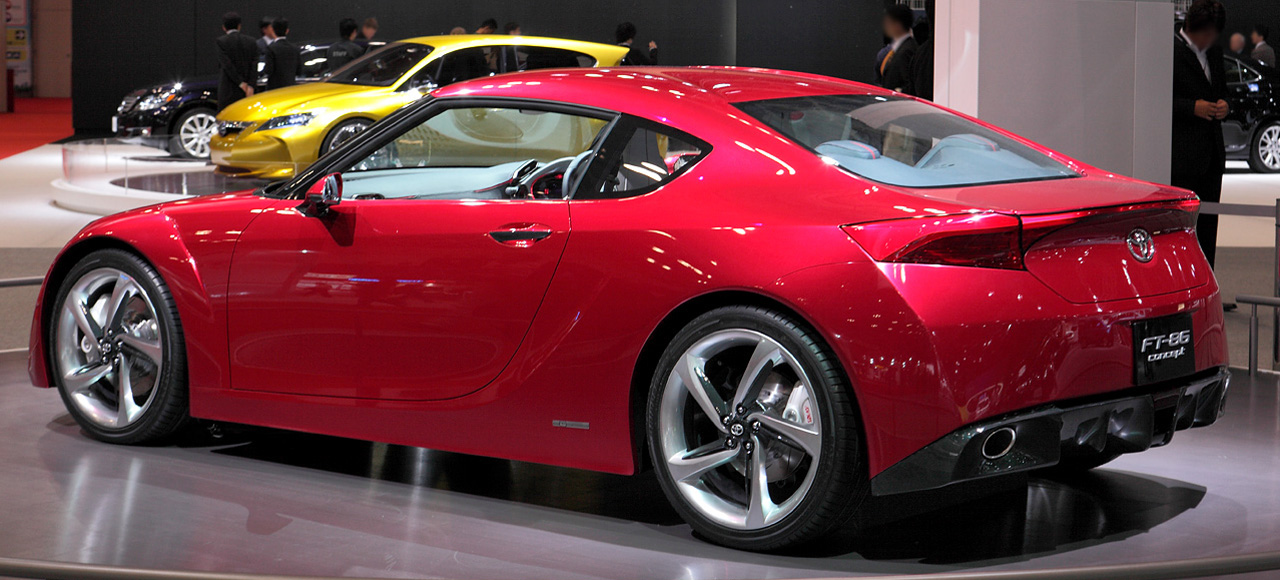
FT-86 Concept後方
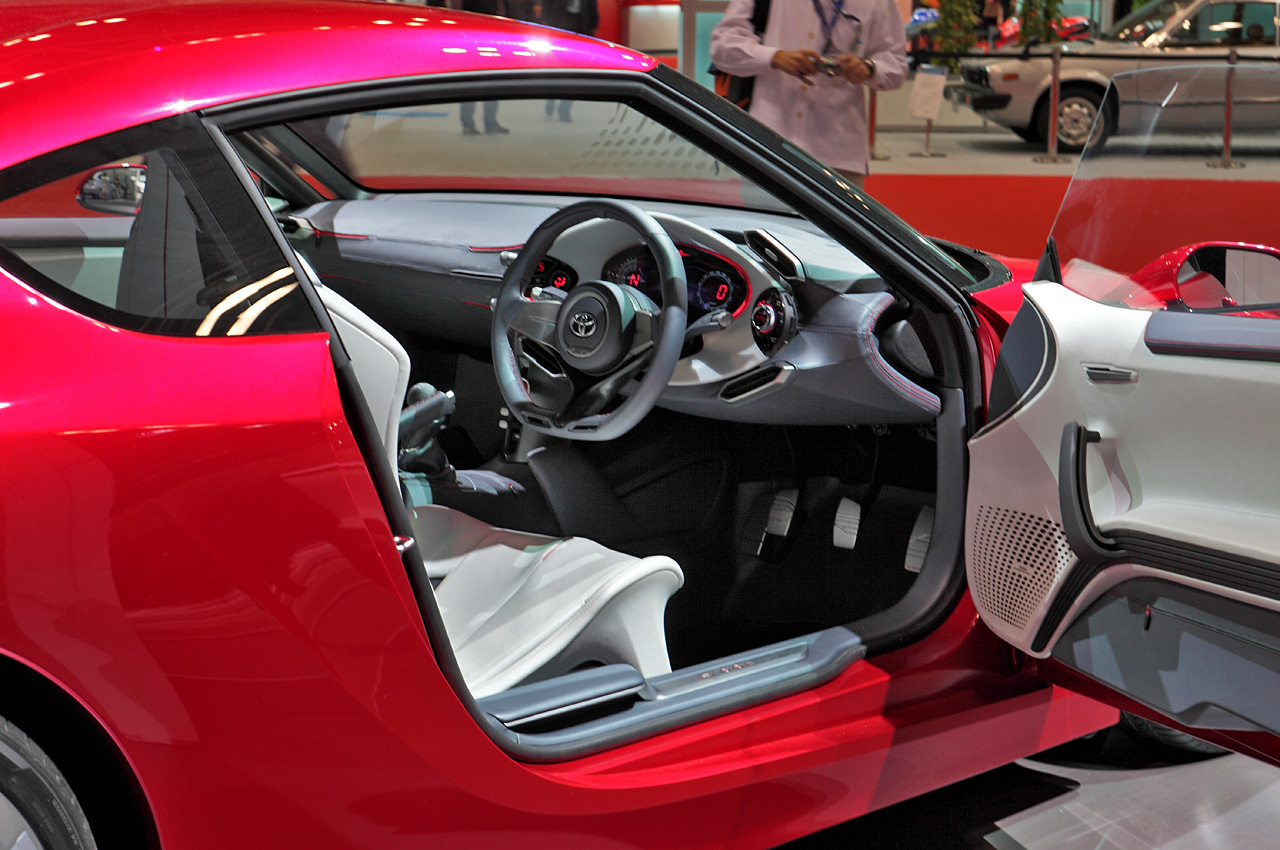
FT-86 Concept車內

2010年的澳洲國際汽車大展上，豐田推出了由旗下Gazoo Racing团队改裝過的“FT-86 G Sports”概念车，大量運用了碳纖維材質，更搭载了涡轮增压，性能有所提升。

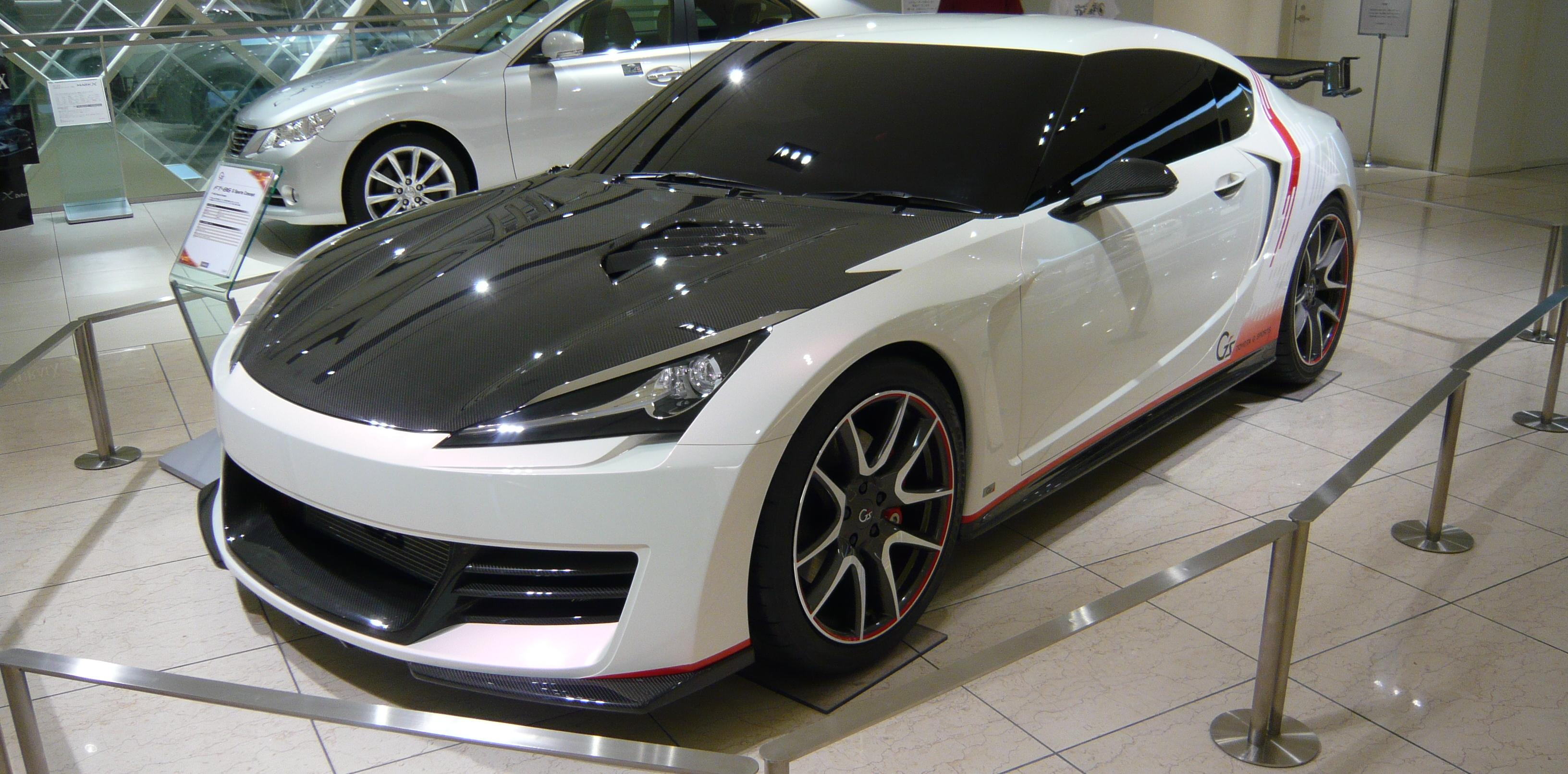
FT-86 G Sports 概念车（前）
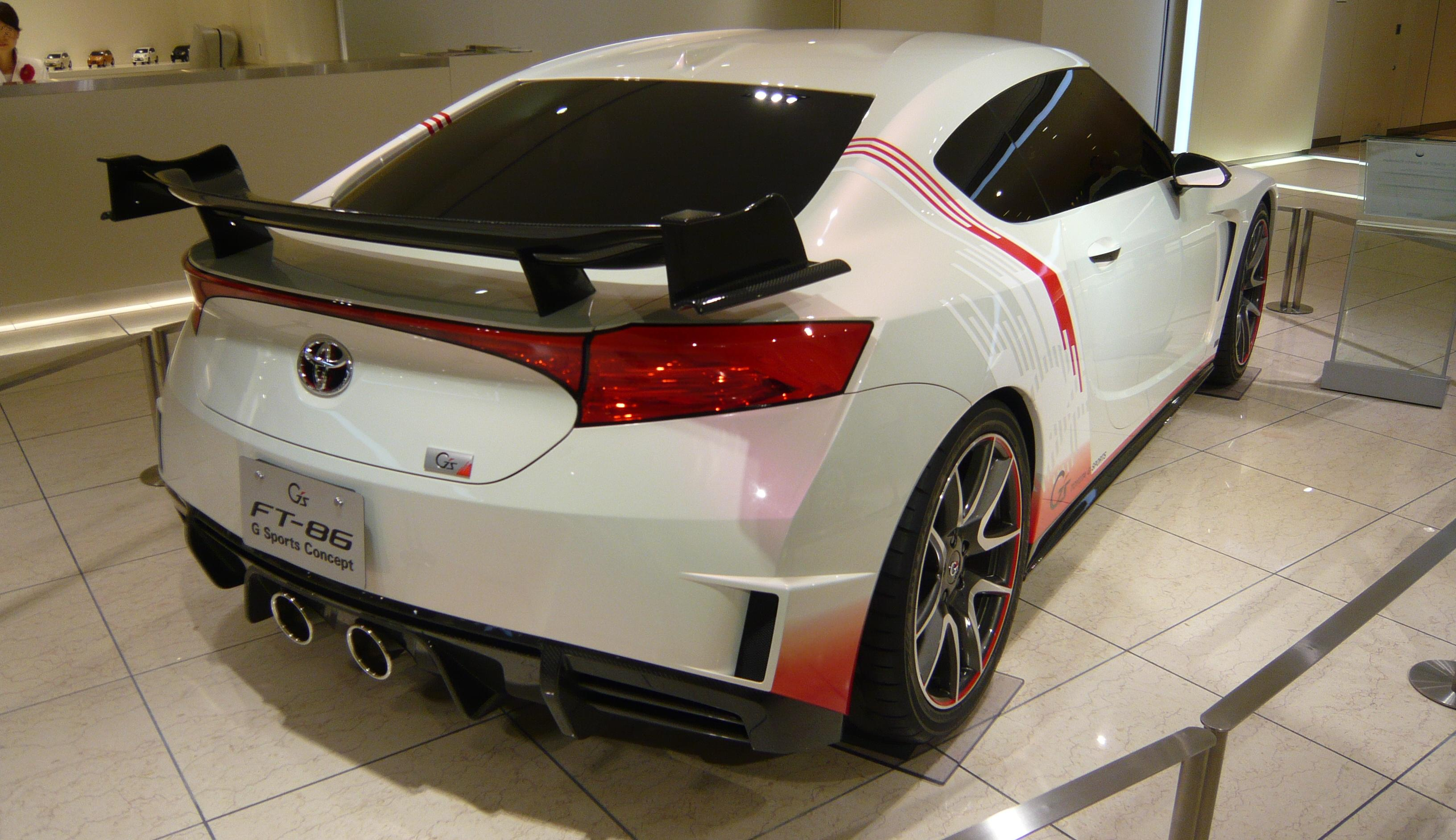
FT-86 G Sports 概念车（后）

2011年的日內瓦車展中，豐田展示了“FT-86 II”，更貼近將於2012年量產的版本。引擎和動力配置大致相同，車身尺碼調整為4,235 mm×1,795 mm×1,270 mm。
FT-86 II概念车的A柱位置向後移動了約10公分，使擋風玻璃更為直立，以避免在高速行駛時產生安全問題，输出马力提升到200匹。

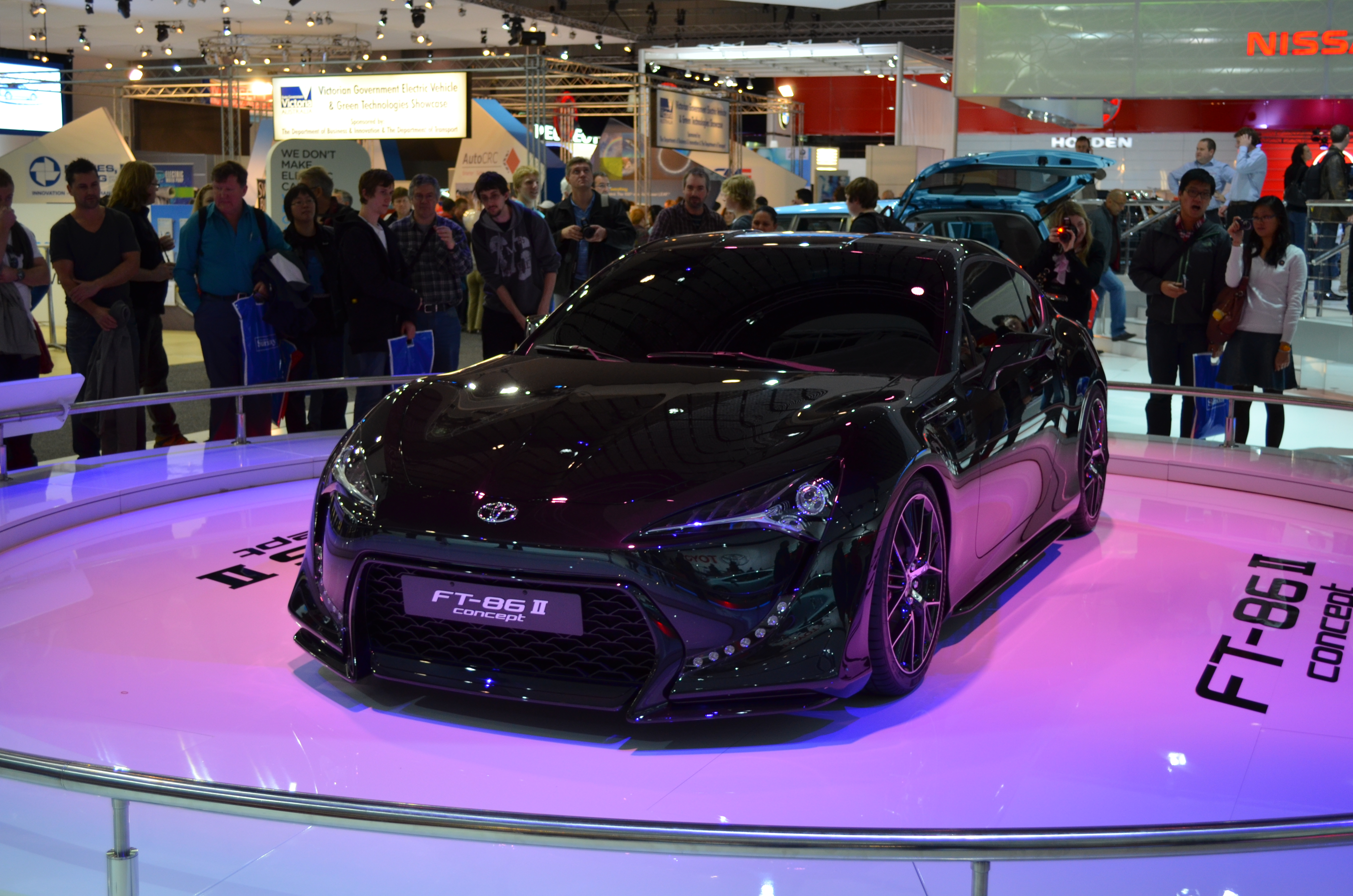
FT-86 II概念车（前）
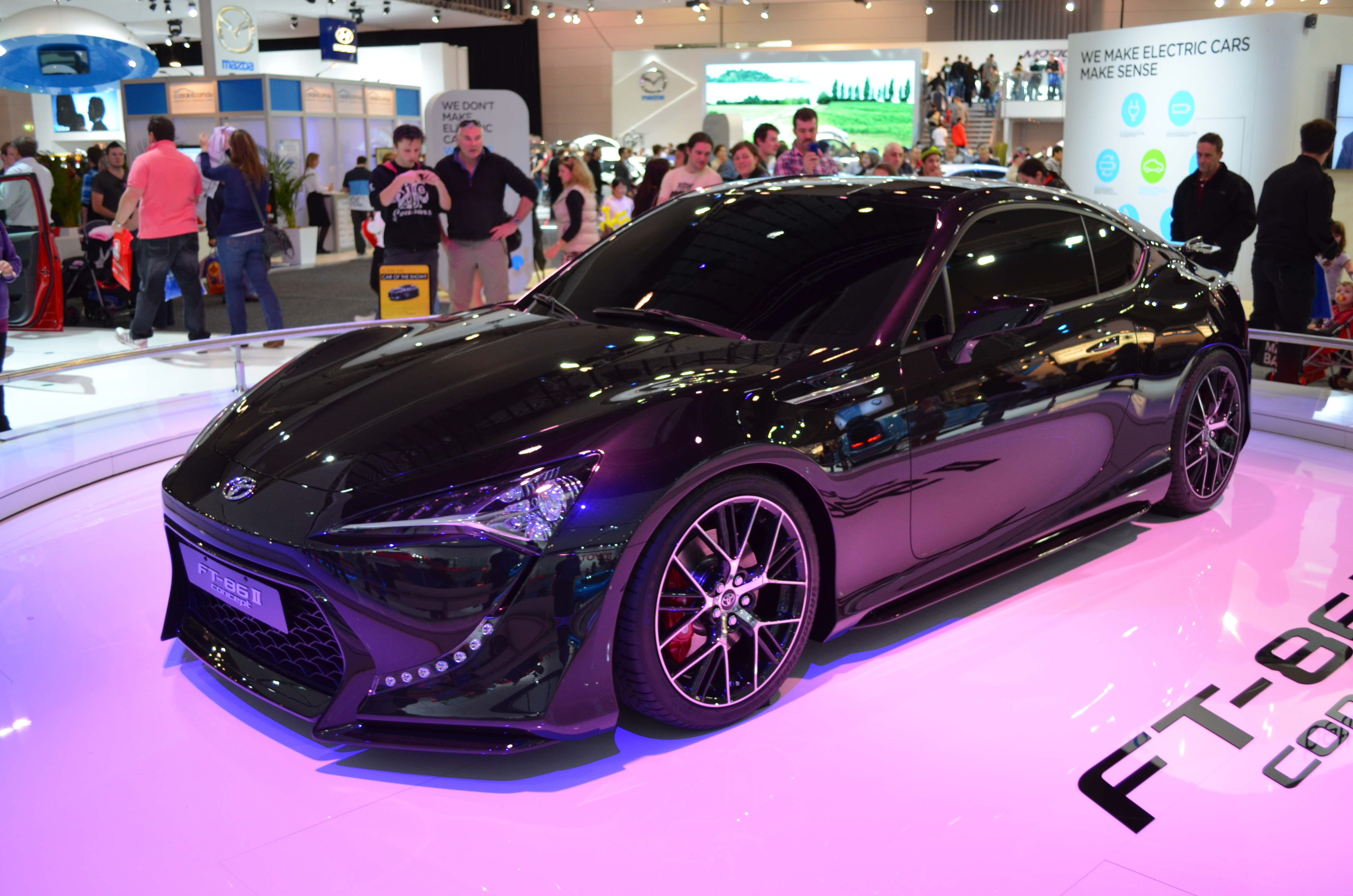
FT-86 II概念车（侧）
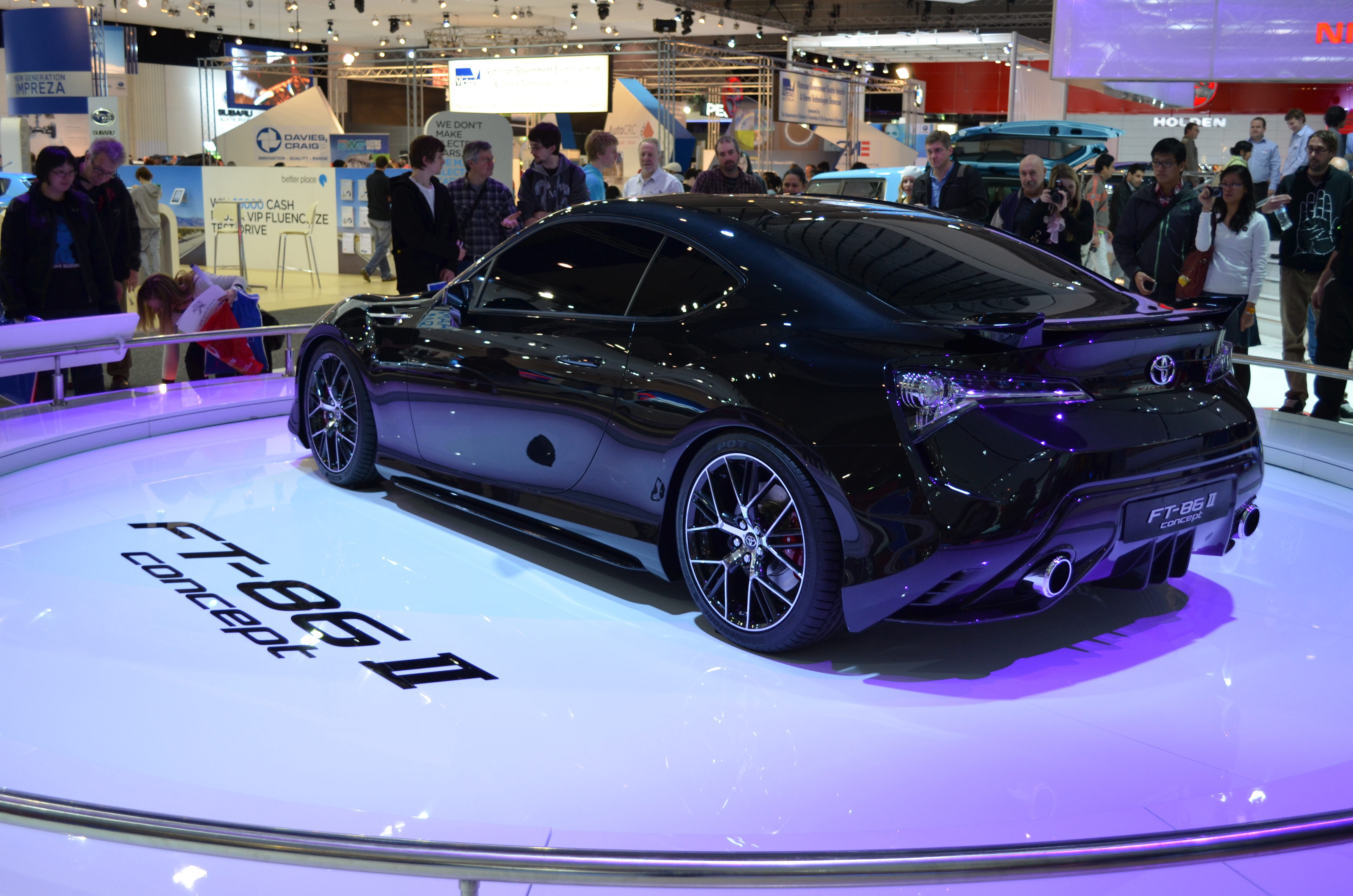
FT-86 II概念车（后）

2011年紐約車展前夕，豐田預先展出FT-86概念车的美規款式“FR-S Sport Coupe”。FR-S本為Toyota計畫的量產本名稱，是以Front Engine、Rear wheel drive、Sportcar的縮寫，意思是前置引擎、後輪驅動、跑車三者合一，後改成美規版的專用名。
FR-S由豐田在美國的分支品牌賽揚发行。FR-S Sport Coupe概念车和FT-86概念车的外观有所不同。

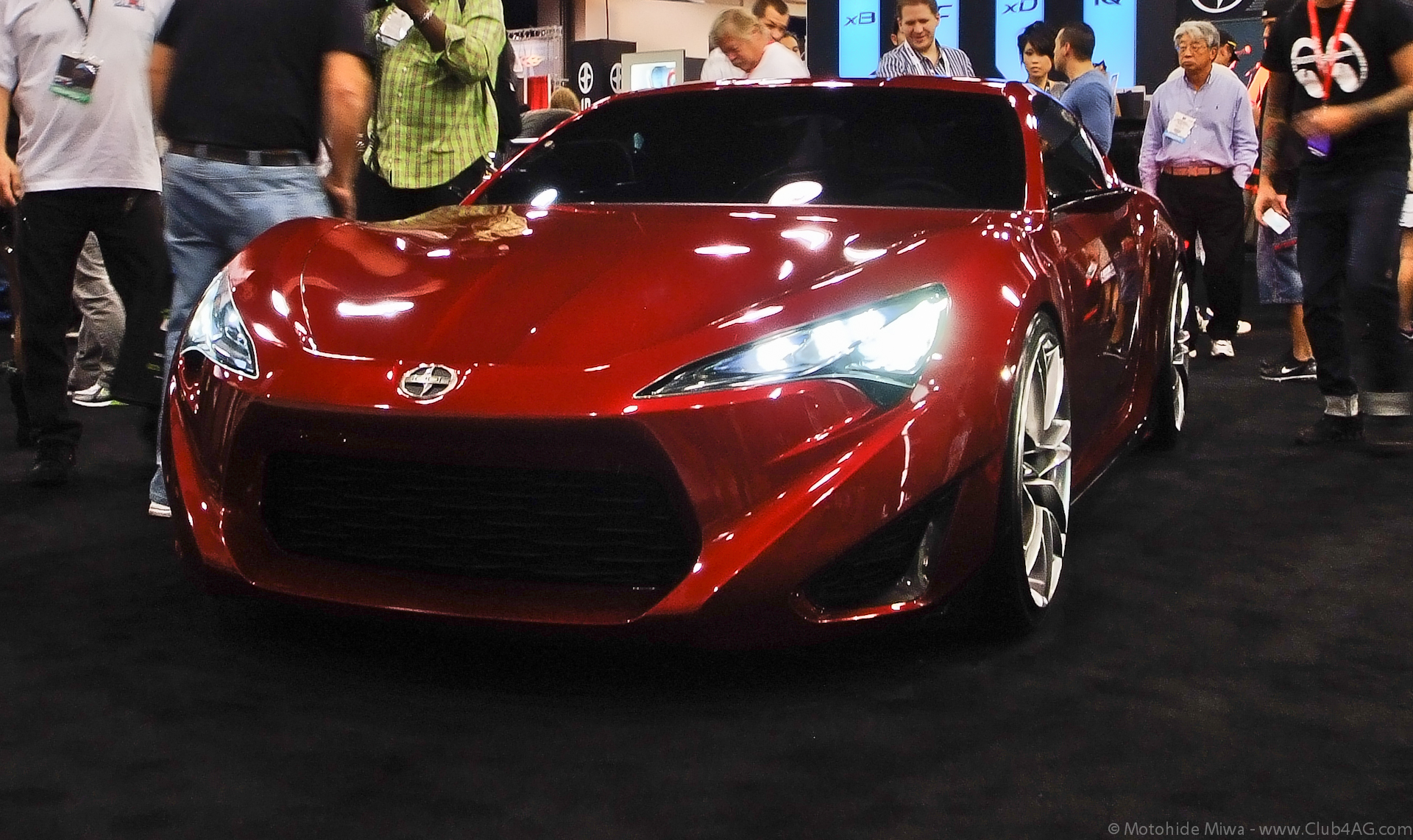
FR-S Sport Coupe概念车（前）
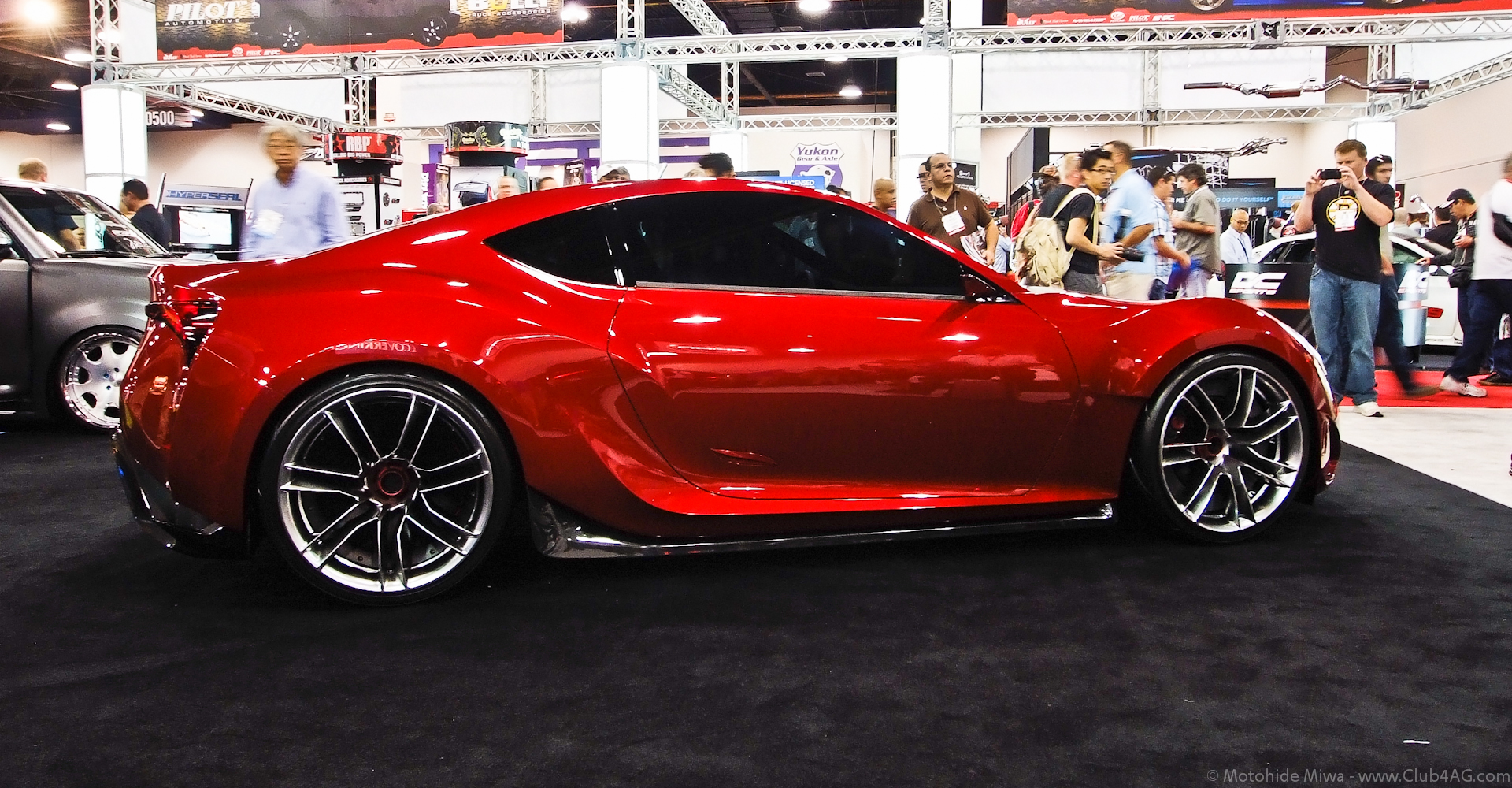
FR-S Sport Coupe概念车（侧）
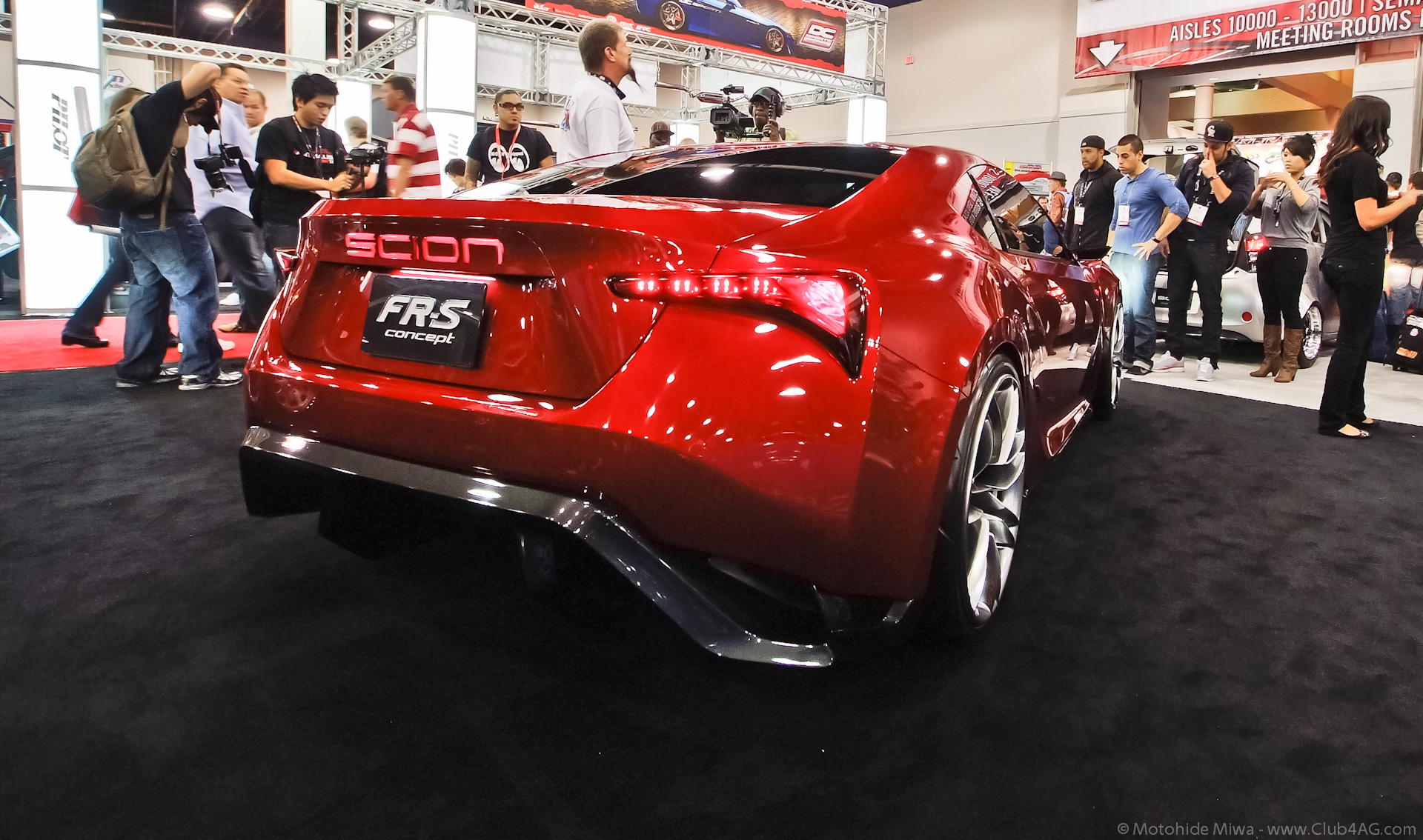
FR-S Sport Coupe概念车（后）

2013年3月的日內瓦車展，豐田展示了FT-86的敞篷款式，并未最终量产。

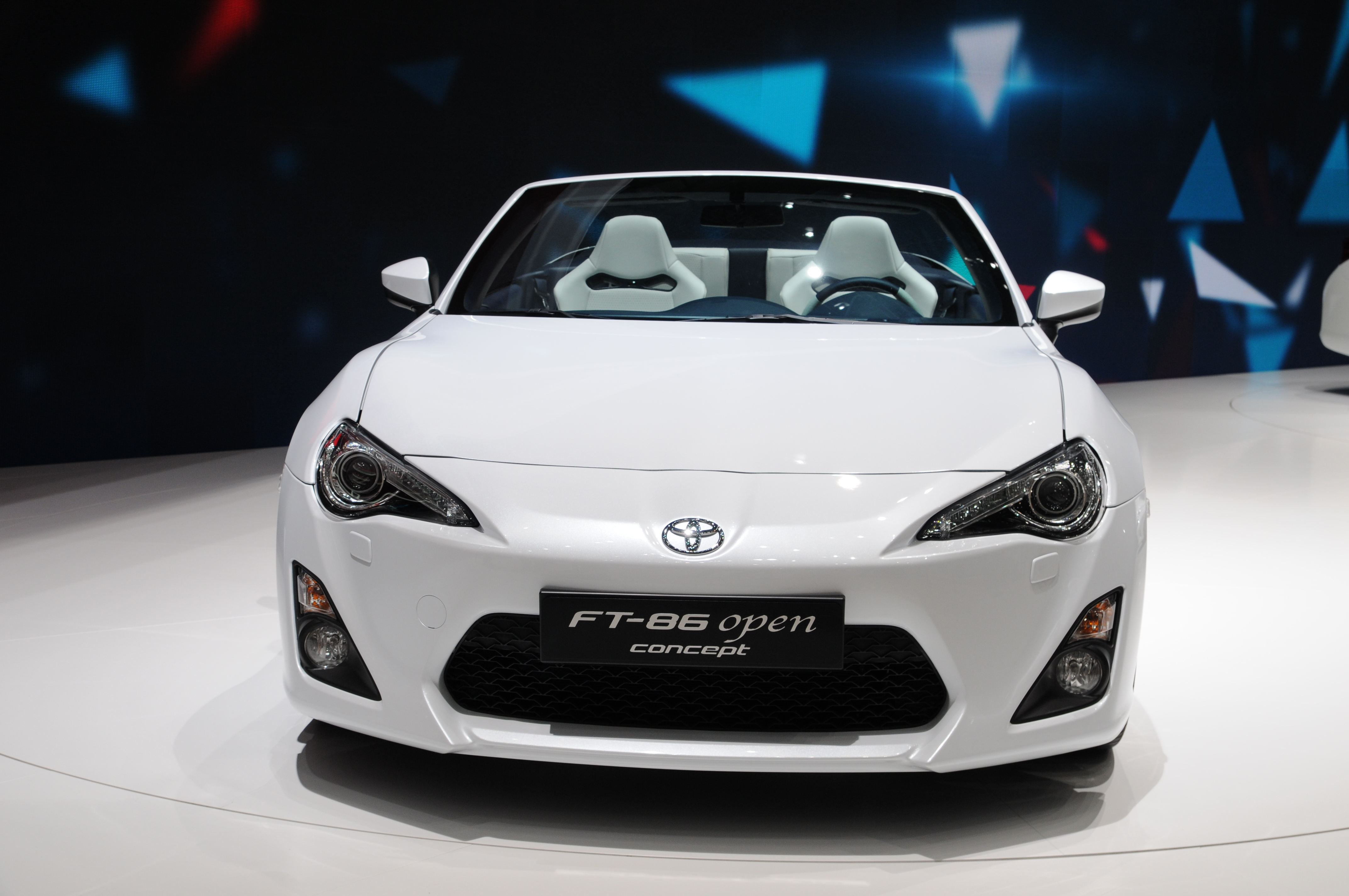
FT-86 Open Concept前方
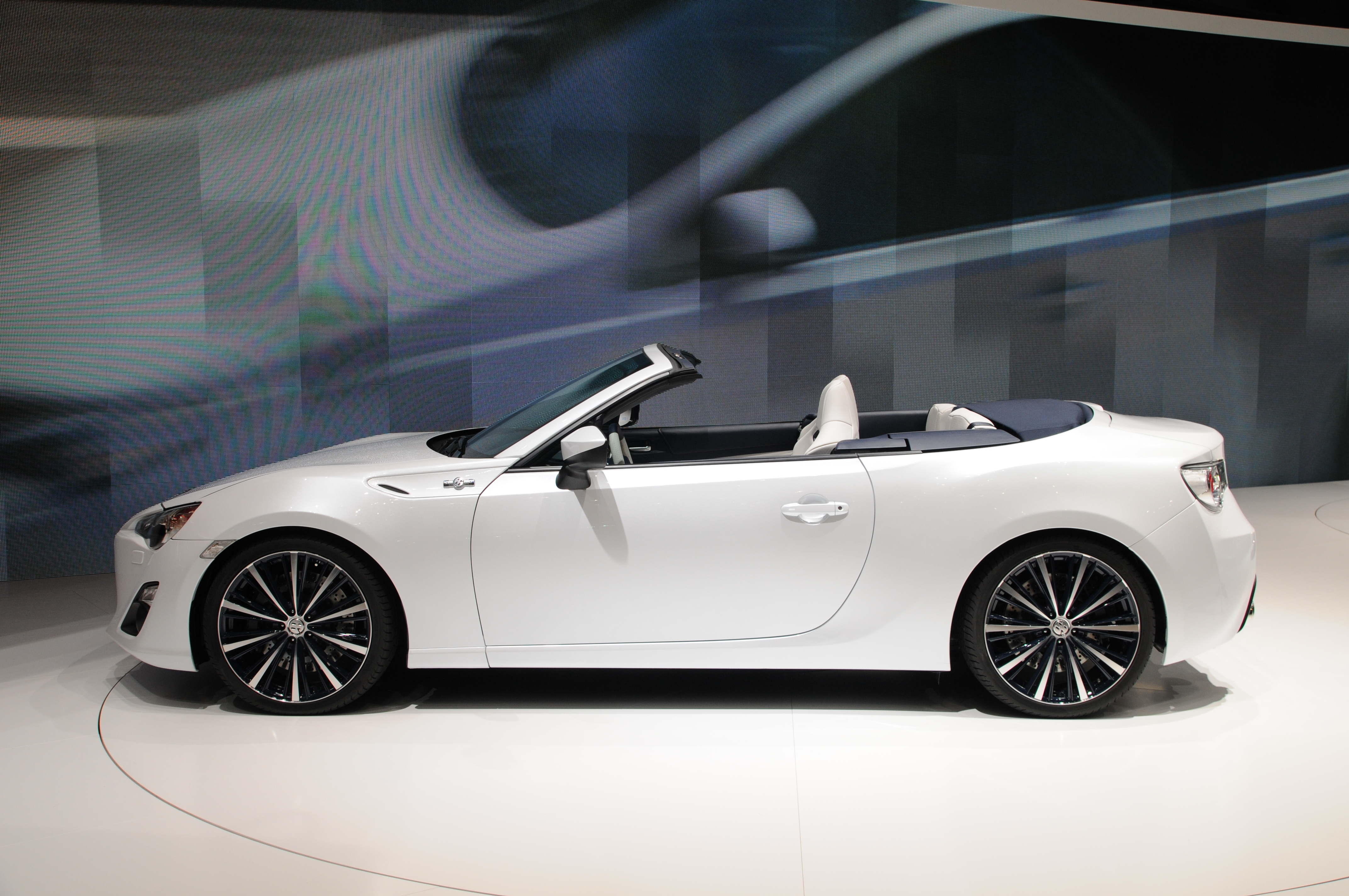
FT-86 Open Concept側方
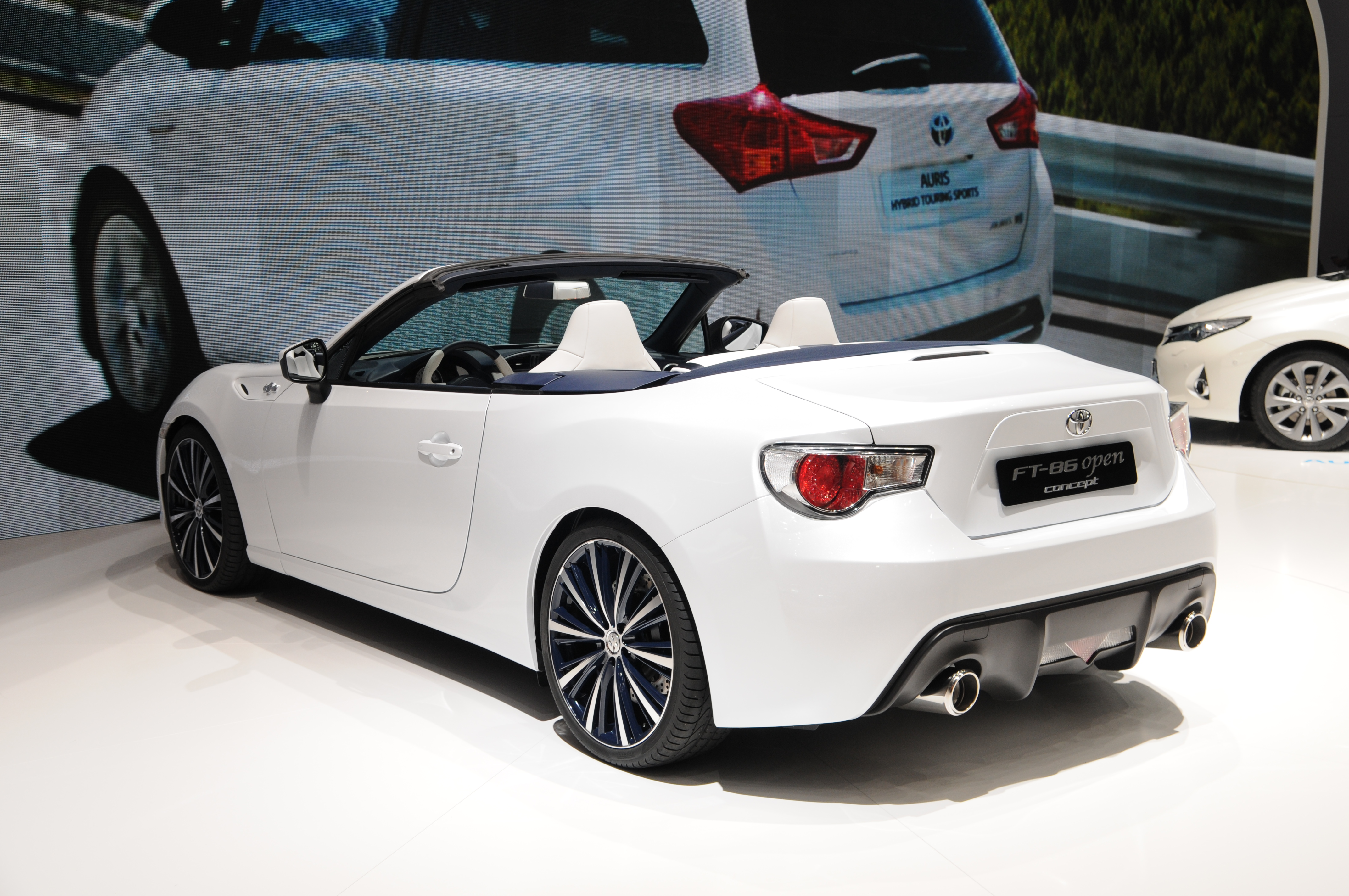
FT-86 Open Concept後方

## 第一代(ZN6；2012)
豐田在2011年東京車展中展示FT-86的量產車，並正式命名為86，歐規版則稱為GT 86，開發代號為ZN6，美規版和速霸陸的雙生車款也先後發表。
2012年3月28日，雙生車速霸陸BRZ於日本正式上市，相隔一週後，豐田86也於2012年4月6日正式上市。
86採用了斯巴鲁供應的2.0升自然吸气水平對列四缸引擎，並導入豐田的D-4S缸內直噴技術，达200匹/馬力和209牛米扭矩，为前置引擎，后轮驱动的布局，前後配重比为53:47，搭配六速手排或六速手自排變速箱。
86的煞車系統為四輪碟煞。搭载yokohama的輪胎，規格為前215/45R17；後215/45R17。懸吊系統為前麥花臣式；後雙A臂式，手动变速箱款式的百公里加速为7.6秒，最高时速226公里，自动变速箱款式的百公里加速为8.2秒，最高时速210公里。

日規版86共分為四個等級，分別為RC版、G版、GT版、GT Limited，每個版本的引擎和驅動方式都一樣，RC版皆僅搭配六速手排變速箱，沒有限滑差速器，內裝極為簡單，擁有最輕的重量（1,190千克），售價為199萬日幣。G版供應六速手排或六速手自排變速箱，搭载限滑差速器。内饰配件较多；GT版配備較豪華，中控台可選配液晶螢幕。歐規版GT 86以GT版為標準修改，外觀幾乎無異，主要是將尾翼列為標準配備。臺灣引進的86共分為三個等級，分別為基本版、Limited及Aero，每個版本的引擎和驅動方式都一樣，目前皆僅有供應六速手自排變速箱的版本。基本版以GT版為基礎，售價為122.9萬台幣。Limited增設了麂皮電熱座椅及紅黑雙色內裝，價格為126.9萬新台幣。而86 Aero則較86 Limited追加了全車強化空力套件和醒目的大型雙色尾翼，價格為129.9萬新台幣。在美國FTP-75指令下，能夠繳出市區每公升13.34公里、高速每公升21.48公里以及平均每公升16.1公里的油耗表現，獲得了能源局能源效率1級的肯定。2013年在臺灣一般進口轎車市場以699輛的銷售量排上第六名。2014年6月19日基本版更改為手排變速箱並調整配備，價位下降到116.9萬新台幣，Limited版亦追加手排款式，售價為123.9萬新台幣。

## 第二代(ZN8；2021)
第二代BRZ於2020年11月18日首次亮相，並於2021年底在美國上市銷售。徽章設計的豐田版本於2021年4月5日推出，簡稱為“GR 86”。由於數位行銷的原因，它後來更名為中間沒有空格的“GR86”。

## 收錄86的部分作品
- 2006年遊戲《光速城市》（線上遊戲，J2M出品）
- 2010年遊戲《GT赛车5》（Playstation 3，引用版本：FT-86概念车、2012年款式。）
- 2013年游戏《狂野飆車8》（引用版本：Scion FR-S。）
- 2016年動畫《新劇場版 頭文字D Legend3 -夢現-》（引用版本：2016年款式，橘色烤漆版）[12]
- 2015年游戏：《極速快感 (2015年遊戲)》（含赛扬FR-S、斯巴鲁BRZ分支车型）
- 2017年游戏：《極速快感：血債血償》
- 2018年游戏：《极限竞速：地平线 4》
- 2019年游戏：《極速快感：熱焰》
- 2021年游戏：《极限竞速 地平线5》
- 2022年游戏：《極速快感：桀驁不馴》
- 2025年游戏：《首都高賽車（2025）》

## 註解·參考資料
1. ↑  含缸內直噴與進氣岐管噴射。
2. ↑  .   [2024-02-07]. （原始内容存档于2024-02-07）.
3. ↑  預售時為124萬新台幣。
4. ↑  預售時為128萬新台幣。
5. ↑  預售時為132萬新台幣。
6. ↑  2013年度臺灣汽車市場銷售報告－一般進口轎車Top10－U-CAR車壇新聞 （页面存档备份，存于）。
7. ↑  116.9萬起，Toyota手排版86熱血正式襲來－U-CAR車壇新聞 （页面存档备份，存于）。
8. ↑  Hoffman, Connor. . Car and Driver. 2020-11-18  [2022-06-23]. （原始内容存档于2022-06-23） （美国英语）.
9. ↑  . Motor1.com.   [2020-11-18]. （原始内容存档于2022-04-28） （英语）.
10. ↑   (新闻稿). Toyota. 2021-04-05  [2021-04-05]. （原始内容存档于2022-03-24）.
11. ↑  Chilton, Chris. . Carscoops. 2021-11-20  [2021-11-21]. （原始内容存档于2022-07-14） （美国英语）.
12. ↑  . アニメ！アニメ！. 2016年1月18日  [2016-01-19]. （原始内容存档于2016年1月18日）.

## 外部連結
- トヨタ GR86｜トヨタ自動車WEBサイト （页面存档备份，存于）
- GR 86 | GR | TOYOTA GAZOO Racing （页面存档备份，存于）
- Toyota 86（米国） （页面存档备份，存于）
- Toyota GT86（ドイツ） （页面存档备份，存于）